# Stadion FOP Ismailowo
Das  Stadion FOP Ismailowo (russisch стадион ФОП Измайлово) ist ein Fußballstadion mit Leichtathletikanlage in der russischen Hauptstadt Moskau. Der Sportakademklub Moskau trägt hier seit der 2009 erfolgten Renovierung seine Heimspiele aus. Die Anlage liegt im östlichen Verwaltungsbezirk im Stadtteil Ismailowo. Auf seinen unüberdachten Rängen bietet es rund 13.000 Zuschauern Platz. Ein Charakteristikum des Stadions sind die im Innenraum aufgestellten militärischen Geräte, wie Lafetten mit Kanonen und ein Kampfflugzeug.

## Geschichte
Zu Beginn der 1930er Jahre begannen in Moskau Planungen für ein Großstadion mit einer Kapazität für mehr als 120.000 Zuschauer. Die Bauarbeiten begannen 1934 und zogen sich bis 1939 hin, ohne dass das ehrgeizige Projekt auch nur annähernd abgeschlossen wurde. Der mangelnde Baufortschritt des Stadions untermauert jene Theorien, die besagen, dass der Stadionbau lediglich ein Ablenkungsmanöver für den wahren Grund der Baumaßnahmen gewesen wäre. Denn unter dem Stadiongelände wurde einigen Berichten zufolge im Vorfeld des herannahenden Zweiten Weltkrieges ein geräumiger Bunker für Josef Stalin und andere hochrangige Persönlichkeiten der Sowjetunion errichtet, der durch unterirdische Tunnelsysteme diverse Fluchtmöglichkeiten geschaffen habe und anderem mit dem Moskauer Kreml verbunden gewesen sei.
Weder während noch nach dem Ende des Zweiten Weltkriegs wurde der Stadionbau fortgesetzt und nach Stalins Tod 1953 begann bald der Bau für das heute wichtigste Stadion der Stadt, dem Lenin-Zentralstadion  (heute das Olympiastadion Luschniki), in dem u. a. sowohl das Eröffnungs- als auch das Endspiel der Fußball-Weltmeisterschaft 2018 ausgetragen wurden. An das Stadion FOP Ismailowo erinnerten sich die Machthaber erst wieder gegen Ende der 1980er Jahre, als es mit einer Leichtathletikanlage ausgerüstet wurde und 1989 erstmals überhaupt einer sportlichen Verwendung zugeführt wurde. 